# Dynamène
Dans la mythologie grecque, Dynamène (en grec ancien Δυναμένη / Dunaménê) est une Néréide, fille de Nérée et de Doris, citée par Apollodore, Hésiode, Homère et Hygin  dans leurs listes de Néréides. Elle est une des douze Néréides à apparaître sur les quatre listes.

## Étymologie
Son nom, un participe, signifie «celle qui peut, celle qui est capable». Dynamène, avec sa sœur Phéruse, était associée à la grandeur et la puissance des grandes houles océaniques.

## Famille
Ses parents sont le dieu marin primitif Nérée, surnommé le vieillard de la mer, et l'océanide Doris. Elle est l'une de leur multiples filles, les Néréides, généralement au nombre de cinquante, et a un unique frère, Néritès. Pontos (le Flot) et Gaïa (la Terre) sont ses grands-parents paternels, Océan et Téthys ses grands-parents maternels.

## Mythologie
Dynamène est mentionnée comme l'une des 32 Néréides qui se rassemblent sur la côte de Troie, remontant des profondeurs de la mer pour pleurer avec Thétis la mort future de son fils Achille dans l'Illiade d'Homère.

## Évocation moderne

### Science

#### Astronomie
Elle a donné son nom à l'astéroïde de la ceinture principale (200) Dynamène.

#### Zoologie
Le genre de crustacés Dynamene tient son nom de la Néréide.

### Art et culture

#### Jeux vidéo
- Dynamène apparait dans le JCC (jeu de cartes à collectionner) pour iOS/Android Reign of Dragons[6].

#### Musique
- Elle est citée (« Aux turquoises Caraïbes/J'ai enlacé Dynamène ») dans la chanson, J'ai croisé les Néréides du groupe breton Tri Yann, dans son album Abysses (2007).